# Порта на Корана
Портата на Корана се намира в град Шираз.
Сградата е историческа и се намира на входа на града, в посока Марвдащ и Исфахан, между планините Баба Кухи и Чехел Мамак. За първи път Портата е построена по време на управлението на Адуд ад-Даула. По времето на династията Занд, сградата претърпява много щети, затова и бива възстановена и в горната ѝ част е добавена малка стая, в която се съхраняват ръкописи на Корана от султан Ибрахим бин Шахрукх Гурекани.
Дарвазе Коран (Портата на Корана) е мястото, където са били държани два огромни Корана, известни като „Коран-е Хефдах- Ман“. Историческата сграда се счита за един от архитектурните символи на Шираз. Вечер гледката към сградата е зрелищна, тъй като се осветява с различни цветни светлини.
Всички, които влизат или напускат града, трябва да преминат през Портата на Корана, като по този начин преминават през двата свещени Корана. Повечето мюсюлмани вярват, че ако човек, преди път мине през Портата, ще се завърне у дома жив и здрав.
По времето на династията Каджар, Портата е частично разрушена от множество земетресения; по-късно е възстановена от Мохамад Заки хан Нури. През 1937 г. двата Корана са взети от сградата и са преместени в Музея на Парс в Шираз, където се намират и до днес.